# Vänsternationalism
Vänsternationalism är en form av nationalism som lyfter upp social rättvisa, folklig suveränitet och nationellt självbestämmande och ofta kopplas till antiimperialism. Denna ideologiska strömning har sitt ursprung i den jakobinska rörelsen under franska revolutionen och dess omedelbara efterträdare i Frankrike förespråkade civil nationalism, i motsats till etnonationalismen som växte sig stark i Tyskland under 1800-talet. Vänsternationalism skiljer sig traditionellt från typisk nationalism förespråkad av den politiska högern där rasism, kulturessentialism, etnocentrism och fascism generellt kommer till uttryck.

## Exempel på vänsternationalistiska rörelser

### Nordamerika
Vänsternationalism användes av S. H. Milner och H. Milner för att beskriva den politiska utvecklingen i Québec under 1960- och 1970-talet, vilken de såg som unik för Nordamerika. Liberalerna som engagerat sig i den "tysta revolutionen" i Québec hade motsatt sig nationalism, som de såg som högervriden och reaktionär. Men samtidigt menade andra som stod till vänster i Québec att nationalismen var förenlig med en politisk vänsteragenda (det vill säga liberal agenda). Genom nationalismen kunde de bland annat kritisera utländska eliter.

### Europa
I Europa finns en lång tradition av vänsterpolitik som förenas med nationalism. Exempelvis har separtiströrelserna i Baskien, Katalonien och Nordirland ofta letts av vänsterinriktade politiska ledare. Kända vänsternationalistiska rörelser i Europa inkluderar Sinn Féin på Irland, Provisoriska IRA i Nordirland, Plaid Cymru i Wales, Euskadi ta Askatasuna, Batasuna, Euskal Herria Bildu och LAB i Baskien, Bloque Nacionalista Galego i Galicien och Esquerra Republicana de Catalunya i Katalonien. Jugoslaviens kommunistförbund under Josip Broz Tito förespråkade också vänsternationalism för att ena det etniskt och religiöst pluralistiska Jugoslavien.

### Mellanöstern
I Mellanöstern har vänsternationalistisk ideologi varit starkt representerat från avkoloniseringen fram till idag av ideologiskt progressiva element i den panarabiska rörelsen liksom den sionistiska rörelsen. Partier såsom Arabiska socialistiska Baathpartiet, som idag finns representerat i flera länder i regionen och även i regeringsmakten i Syrien och Irak, representerade en auktoritär form av vänsternationalism där man förvisso förespråkar nationell enighet, förkastar religiösa gränser, ställer sig ideologiskt nära traditionell socialism och teoretiskt prioriterar social rättvisa, men folklig demokrati har i någon praktisk mening aldrig stått högt på dagordningen. En av de mest kända vänsternationalisterna i regionen, Gamal Abdel Nasser, blev ikonen för sociala reformer, brytande av neokoloniala beroendeförhållanden och arabisk enighet oavsett religiös eller nationell tillhörighet. Hans konflikt med bland annat just Baathpartiets regeringar i Irak och Syrien i början av 1960-talet skapade en spricka i den panarabiska rörelsen och de idéer om en politisk union som diskuterades då.
I Israel dominerade den politiska vänstern, arbetarsionisterna, från självständigheten ända fram till 1970-talet och knöt an både till sociala reformer, industriell modernisering och utjämning av klasskillnader och den mer nationalistiska sidan av sionismen med förespråkande av judarnas rätt att bosätta sig i landet oavsett etnisk, nationell eller sekteristisk härkomst.

### Afrika
I Afrika har nationalistiska rörelser varit drivande för avkoloniseringen av kontinenten och kombinationen av antikoloniala nationalistiska mål samt socialistiska sympatier kännetecknade många av de frigjorda ländernas inhemska regeringar. Exempel på detta är Afrikanska nationalkongressen i Sydafrika som förutom renodlat demokratiskt socialistiska karaktäristika också har en tydligt nationalistisk sida.

### Asien
Exempel på rörelser i Asien med tydligt vänsternationalistiska drag inkluderar Kongresspartiet i Indien under Mohandas Gandhi, Vietminh i Franska Indokina under Ho Chi Minh, Nationalistpartiet i Indonesien under Sukarno och Nationella Fronten i Iran under Mohammad Mosaddegh.